# 国鉄3400形蒸気機関車

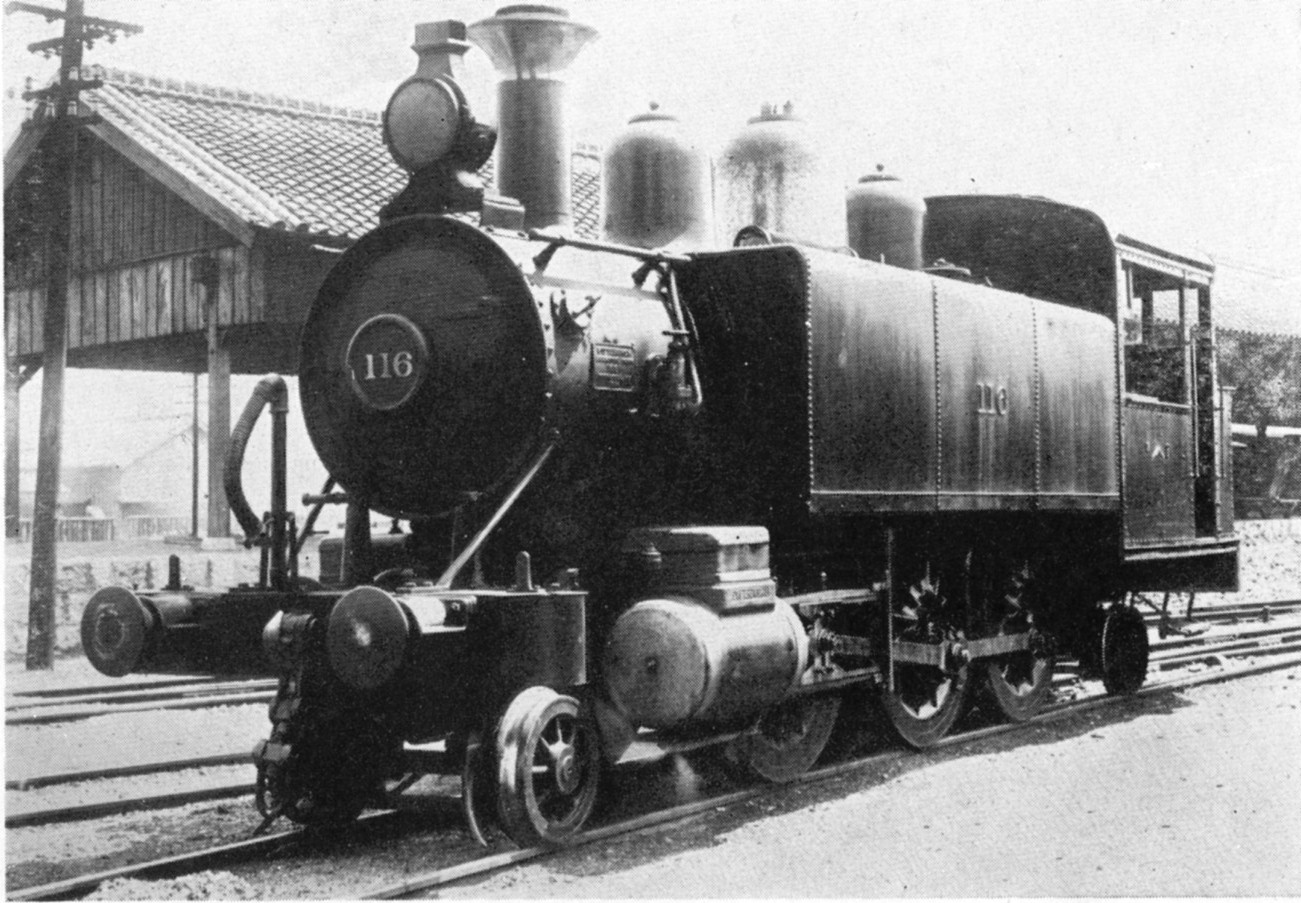
山陽鉄道 116（後の鉄道院 3412）

3400形は、かつて日本国有鉄道の前身である鉄道院・鉄道省に在籍したタンク式蒸気機関車である。

## 概要
アメリカ合衆国のピッツバーグ・ロコモティブ・アンド・カー・ワークスから複数の私設鉄道に導入された、40tクラスの車軸配置2-6-2(1C1)の単式2気筒、飽和式タンク機関車である。ボールドウィン・ロコモティブ・ワークス製の3300系よりやや大きく、形態もピッツバーグ流に洗練されていた。車軸配置2-4-2(1B1)の210形とは系列設計で、デザインラインが類似している。
本形式を最初に導入したのは、1896年（明治29年）の南海鉄道と播但鉄道で、翌1897年（明治30年）には豊州鉄道（初代）、1907年（明治40年）には横浜鉄道が導入し、計23両が日本に輸入されている。
これらのうち鉄道国有法により国有鉄道籍となったのは、播但鉄道から山陽鉄道に譲渡された1両、豊州鉄道から九州鉄道に譲渡された12両で、その後の買収により横浜鉄道の5両と、戦時買収によって国有化された西日本鉄道（糟屋線）の2両の合わせて20両であるが、西日本鉄道買収の際の買収機のうち、本来3350形に編入されるべきブルックス・ロコモティブ・ワークス製の1両が本形式に編入されており、3400形を称した機関車は、都合21両ということになる。

### 主要諸元
3400 - 3412の諸元を示す。
- 全長 : 9,963mm
- 全高 : 3,597mm
- 全幅 : 2,478mm
- 軌間 : 1,067mm
- 車軸配置 : 2-6-2(1C1)
- 動輪直径 : 1,321mm
- 弁装置 : スチーブンソン式アメリカ型

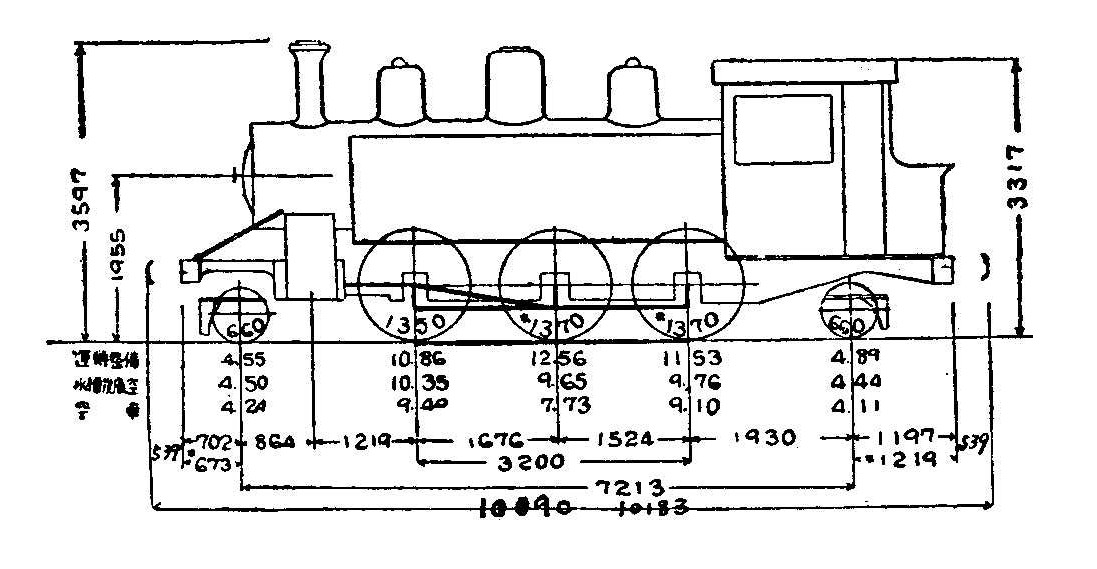
形式図（3400 - 3412）

- シリンダー（直径×行程） : 381mm×559mm
- ボイラー圧力 : 10.6kg/cm2
- 火格子面積 : 1.32m2
- 全伝熱面積 : 87.0m2
  - 煙管蒸発伝熱面積 : 80.9m2
  - 火室蒸発伝熱面積 : 7.0m2
- ボイラー水容量 : 2.7m3
- 小煙管（直径×長サ×数） : 45mm×2,946mm×169本
- 機関車運転整備重量 : 44.39t
- 機関車空車重量 : 34.67t
- 機関車動輪上重量（運転整備時） : 34.95t
- 機関車動輪軸重（第2動輪上） : 12.56t
- 水タンク容量 : 4.4m3
- 燃料積載量 : 1.27t
- 機関車性能
  - シリンダ引張力 : 5,480kg
- ブレーキ装置 : 手ブレーキ、蒸気ブレーキまたは真空ブレーキ

3418の諸元を示す。
- 全長 : 9,998mm
- 全高 : 3,581mm
- 全幅 : 2,438mm
- 軌間 : 1,067mm
- 軸配置 : 2-6-2(1C1)
- 動輪直径 : 1219mm
- 弁装置 : スチーブンソン式アメリカ型
- シリンダー（直径×行程） : 381mm×559mm
- ボイラー圧力 : 10.6kg/cm2
- 火格子面積 : 1.46m2
- 全伝熱面積 : 92.0m2
  - 煙管蒸発伝熱面積 : 84.3m2
  - 火室蒸発伝熱面積 : 6.6m2
- 小煙管（直径×長サ×数） : 44mm×2,876mm×210本
- 機関車運転整備重量 : 44.72t
- 機関車空車重量 : 34.98t
- 機関車動輪上重量（運転整備時） : 33.53t
- 機関車動輪軸重（第3動輪上） : 11.79t
- 水タンク容量 : 4.55m3
- 燃料積載量 : 1.47t
- 機関車性能
  - シリンダ引張力 : 5,940kg
- ブレーキ装置 : 手ブレーキ、蒸気ブレーキ

## 南海鉄道
南海鉄道へは1896年に3両（製造番号1688 - 1690）が入線したが、後述する播但鉄道の2両（製造番号1691, 1692）も引き受けて、1形と称した。製造番号と南海鉄道での番号の対照は、次のとおりである。
- 製造番号1688 → 南海鉄道5
- 製造番号1689 → 南海鉄道1
- 製造番号1690 → 南海鉄道2
- 製造番号1691 → 南海鉄道3
- 製造番号1692 → 南海鉄道4

これらは、1907年の電化後も貨物列車用として残留したが、1917年（大正6年）に3が、翌1918年（大正7年）に4が播州鉄道を介して博多湾鉄道（後の博多湾鉄道汽船）に譲渡され、1944年（昭和19年）の戦時買収により国有鉄道籍となったが、南海鉄道に残った3両（1, 2, 5）は、国有鉄道との接点のないまま、1923年（大正12年）の電気機関車全面的採用にともなって用途を失い、1927年（昭和2年）に廃車解体された。
博多湾鉄道から西日本鉄道に編入された2両については、戦時買収により本形式に編入されたが、3が3419、4が廃車による欠番を埋める形で3410（2代目）となった。3410が埋番2代目となったのは、横浜鉄道引継ぎ車の続番に3両を編入すると、次形式（3420形）と番号が重複してしまうためと推定されている。
3418は、博多湾鉄道汽船の1（2代目）であったが、前述のように1896年（明治29年）ブルックス社製の別物である。元は、南和鉄道が発注したもの（製造番号2710, 2711 → 4, 5）であったが、1899年（明治32年）、1898年（明治31年）に南海鉄道に譲渡され、同社の3形（7, 8）となり、そのうちの7が1925年（大正14年）に博多湾鉄道へ譲渡され、それが国有化されたわけである。南海鉄道に残った8は、1928年の全面電気動力化にともない、廃車解体された。

## 播但鉄道
播但鉄道へは1896年に3両（製造番号1691, 1692, 1693）が入線したが、前述のように2両（製造番号1691, 1692）が南海鉄道に譲渡されたため、製造番号1693のみが播但鉄道に入り、同社のL3形（6）となった。1903年には、播但鉄道が山陽鉄道に事業を譲渡したため、山陽鉄道の24形(116)となった。1907年に山陽鉄道が国有化されると、1909年の鉄道院の車両形式称号規程により3400形に類別され、3412となった。

## 豊州鉄道
豊州鉄道へは1897年に4両（製造番号1705 - 1708 → 9 - 12)、1898年に4両（製造番号1787 - 1790 → 13 - 16）、1899年に4両（製造番号1970 - 1973 → 17 - 20）の計12両が入線した。これらは、1901年、事業譲渡により九州鉄道に編入されて同社の174形（174 - 185）とされた後、国有化され、鉄道院の車両形式称号規程では3400形（3400 - 3411）となった。

## 横浜鉄道
横浜鉄道へは1907年に5両（製造番号44190 - 44194 ）が導入され、 A形（1 - 5）と称した。その後1911年に、鉄道院の横浜鉄道借り上げにより、全車が国有鉄道の番号体系に組み込まれ、3413 - 3417に付番された。横浜鉄道の正式買収は1917年である。

## 国有化後の状況と譲渡
本形式は、客貨両用の機関車として重宝され、旧九州鉄道のものは北九州地区で、旧横浜鉄道のものは沼津や敦賀に配置されていた。これらは、鉄道院制式の標準形式増備とともに次第に入換用に転じていった。
廃車は、博多湾鉄道汽船 → 西日本鉄道糟屋線の国有化に先立つ1934年（昭和9年）から始まり、1949年（昭和24年）までに全車が除籍された。そのうち12両は民間に払い下げられたが、博多湾鉄道汽船に譲渡された4両と小倉鉄道に譲渡された1両が、戦時買収により再び国有鉄道籍となった。その状況は次のとおりである。
- 3400 → 博多湾鉄道汽船17（1935年） → 西日本鉄道 → 国有鉄道3400（1944年） → 1948年廃車
- 3401 → 小倉鉄道3401（1939年） → 国有鉄道3401（1943年） → 大分交通（耶馬渓線）3401[2]（1945年） →1955年廃車
- 3402 → 博多湾鉄道汽船15（1934年） → 西日本鉄道 → 国有鉄道3402（1944年） → 1948年廃車
- 3403 → 三菱鉱業鯰田鉱業所（1936年）
- 3405 → 博多湾鉄道汽船16（1934年） → 西日本鉄道 → 国有鉄道3405（1944年） → 熊延鉄道11（1948年）
- 3406 → 北九州鉄道3406（1934年） → 国有鉄道3406（1937年）  → 1949年廃車
- 3410 → 浅野セメント（1939年）
- 3411 → 博多湾鉄道汽船18（1935年） → 西日本鉄道 → 国有鉄道3411（1944年） → 1948年廃車
- 3415 → 熊延鉄道12（1949年）
- 3416 → 大分交通（耶馬渓線）3416[3]（1945年） →1955年廃車
- 3417 → 西日本鉄道3417（1942年） → 1950年廃車
- 3410[II] → 熊延鉄道10（1948年）